# 布季利夫 (科佐瓦區)
49°31′38″N 25°14′25″E / 49.52722°N 25.24028°E
布季利夫（烏克蘭語：Будилів），是烏克蘭的村落，位於該國西部捷爾諾波爾州，由捷尔诺波尔区負責管轄，始建於1450年，面積0.37平方公里，2001年人口785，人口密度每平方公里2,121.6人。